# Японский макак
Японский макак (лат. Macaca fuscata) — один из видов макак.
Популяцию с острова Якусима (полуостров Косима), представители которой отличаются более короткой шерстью и рядом поведенческих особенностей культурного характера, выделяют в отдельный подвид Macaca fuscata yakui.

## Внешний вид
Рост самцов 80—95 сантиметров, вес — 12—14 килограммов, самки ниже, а массой примерно в 1,5 раза меньше. Обезьяны имеют красную кожу и густую тёмно-серую шерсть с коричневатым оттенком, покрывающую всё тело, за исключением морды, рук и ягодиц. Хвост у японских макак короткий, не длиннее 10 сантиметров.
Беременность длится 170—180 дней, рождается один детёныш весом около 500 граммов. Рождение сразу двух и более детей происходит редко.
Живут макаки в среднем 25—30 лет, в неволе обычно дольше.

## Ареал
Естественный ареал японских макак, которые являются самыми северными в мире обезьянами, простирается до севера острова Хонсю. Однако в 1972 году в Техасе в дикие условия искусственно была заселена небольшая популяция этого вида.
Японские макаки живут во всех видах лесов — от субтропических до горных, где питаются листьями, плодами, корнями растений, а также насекомыми, мелкими позвоночными и птичьими яйцами. Они даже ловят ракообразных, моллюсков и рыб в водоёмах.
На севере Японии, где снег может лежать до четырёх месяцев в году, а средняя температура зимы составляет −5  °C, обезьяны проводят морозы в горячих источниках. В холодные дни снежные обезьяны, находящиеся в тёплой воде, становятся её заложниками: когда они выходят за едой, из-за мокрой шерсти они мёрзнут ещё больше. Тогда у обезьян срабатывает своеобразная система дежурства для пропитания сидящей в воде группы: двое животных с сухой шерстью подносят пищу, пока другие сидят в воде.
Холодной зимой 1962 года в национальном парке на острове Хонсю было зафиксировано приближение отдельных японских макак к разожжённым посетителями парка кострам с целью согреться. К началу 1980-х годов так поступали все жившие в заповеднике обезьяны (которые садились у костра и с удовольствием протягивали конечности ближе к огню). По мнению учёных, эти события — возможная модель того, каким образом могли начать пользоваться огнём древние люди.
Обитают японские макаки большими группами от 10 до 100 особей со строгой иерархией. В группу макак входят как самцы, так и самки.

## Галерея

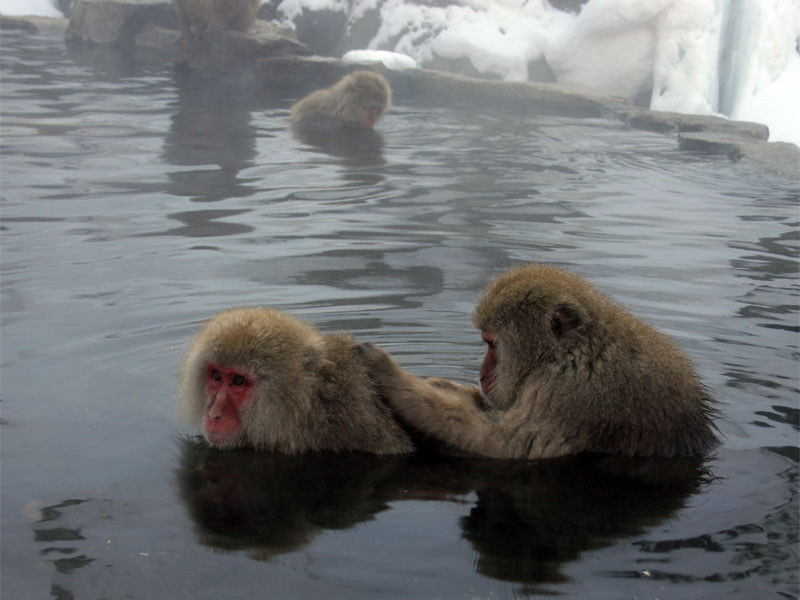
Японские макаки зимой в горячем источнике парка Дзигокудани (префектура Нагано)
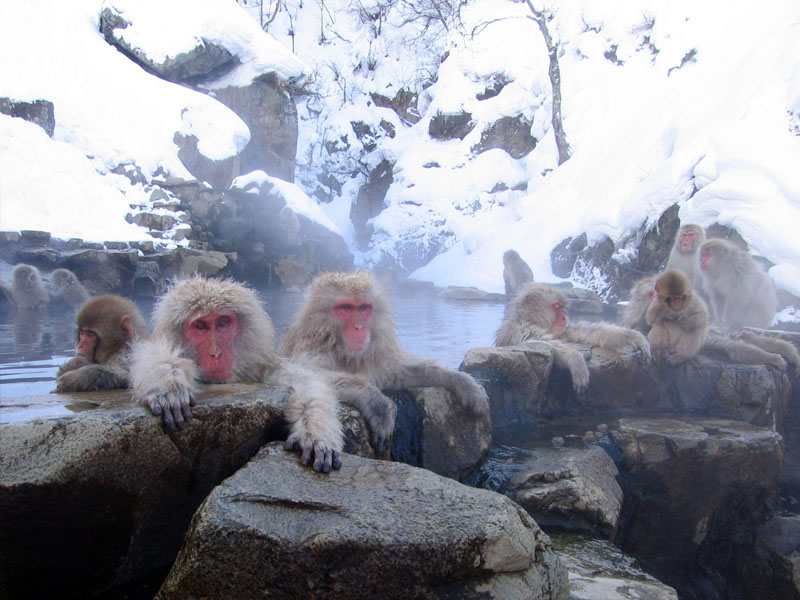
Японские макаки зимой в горячем источнике парка Дзигокудани
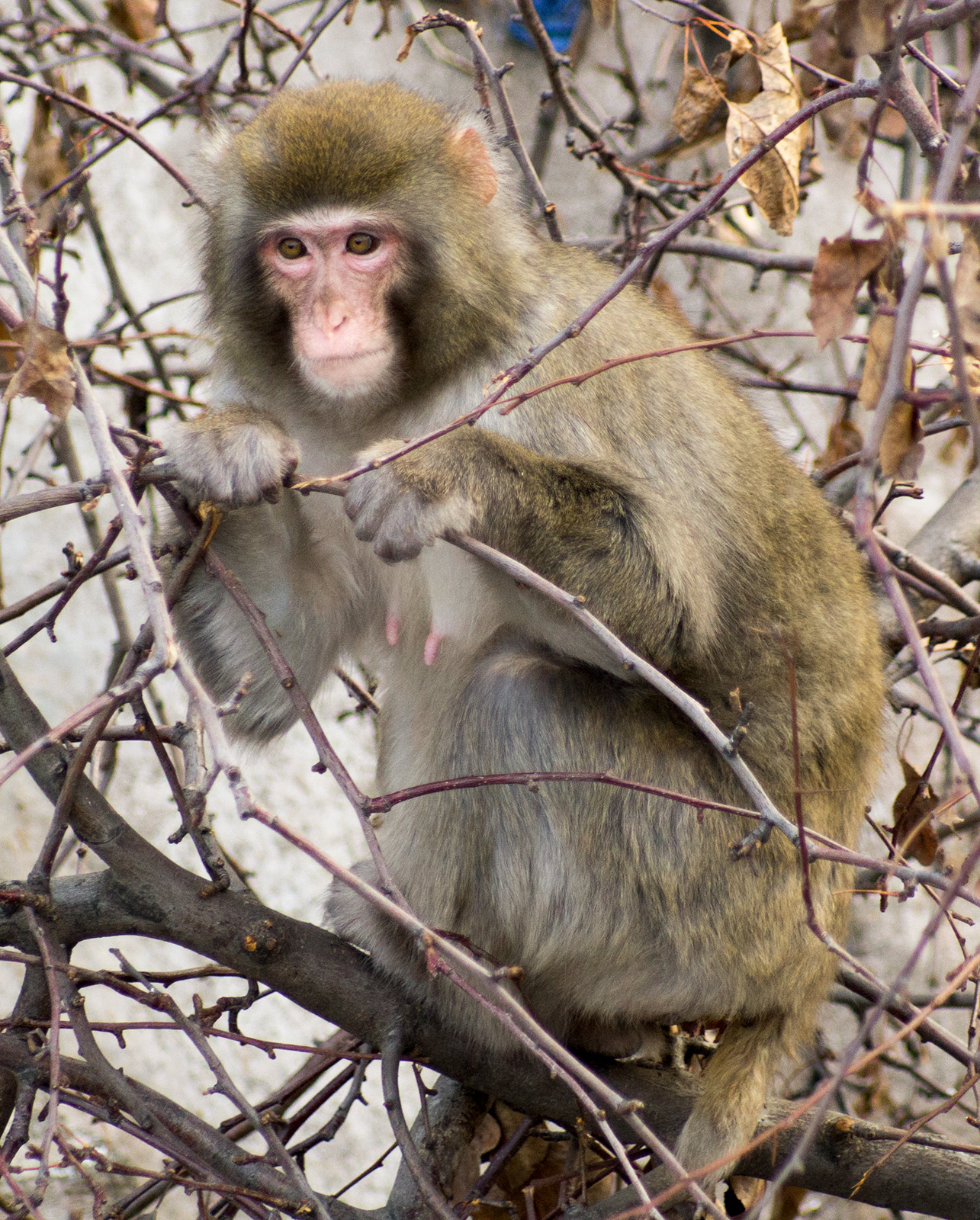
Японский макак в Московском зоопарке
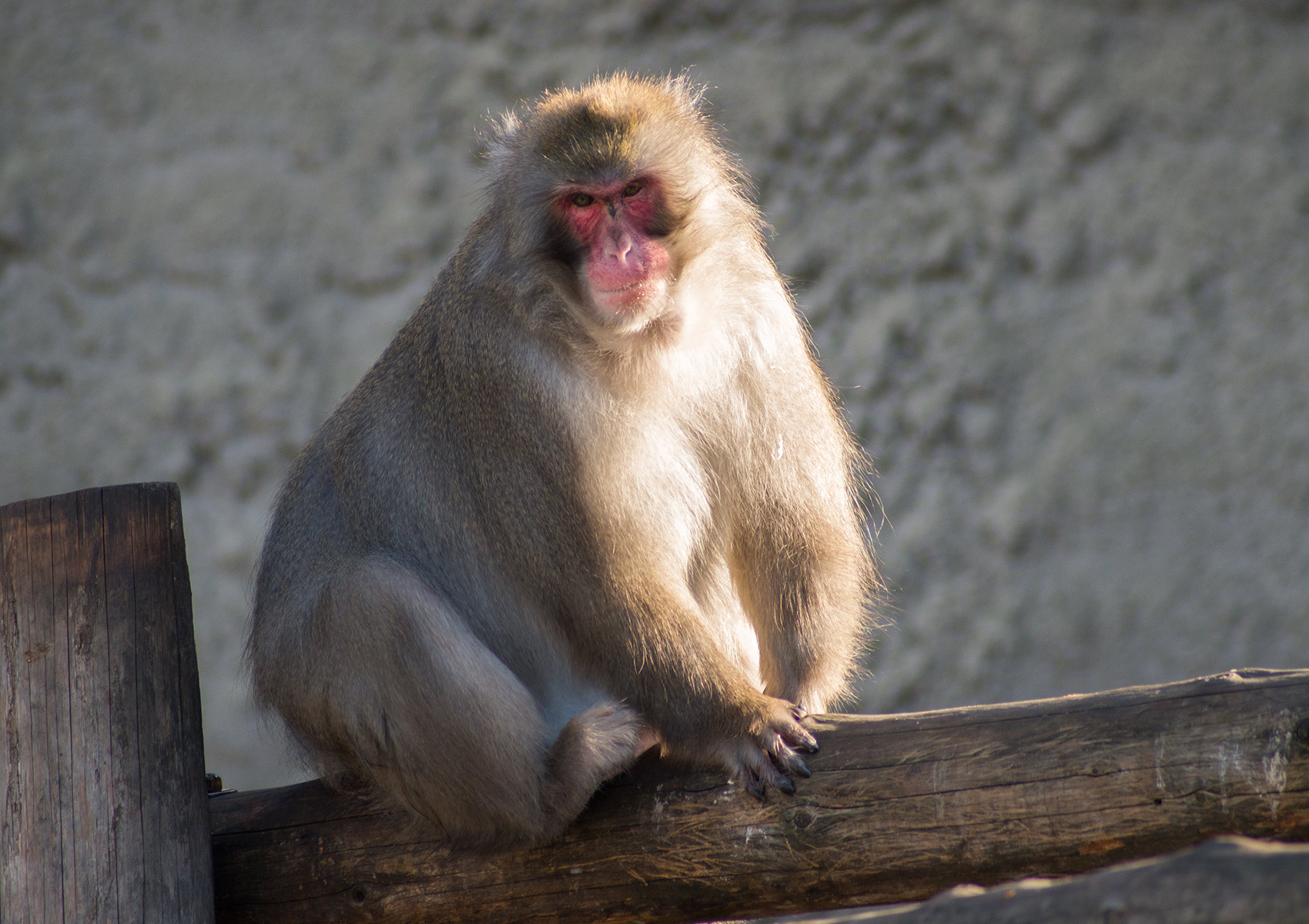
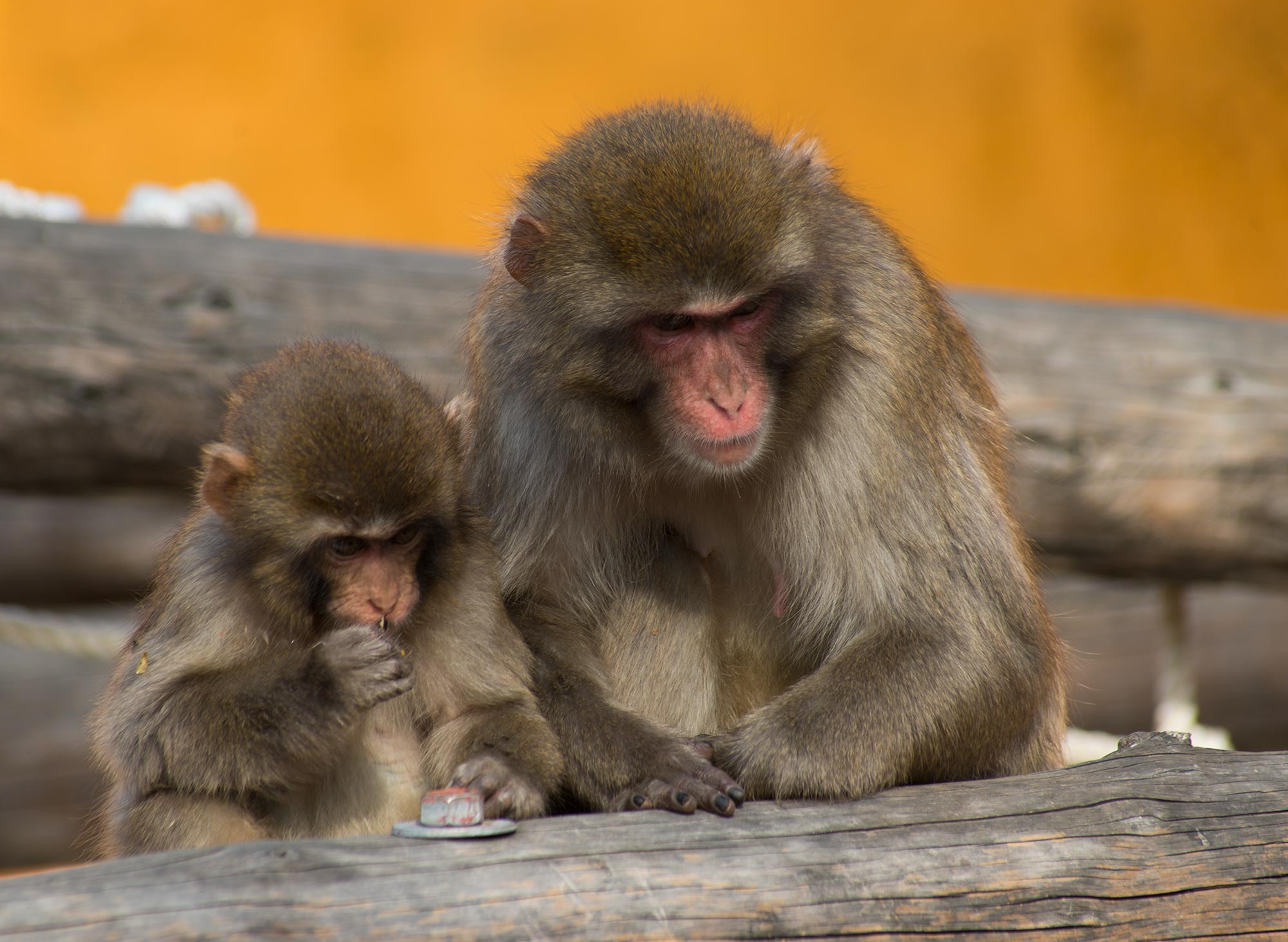
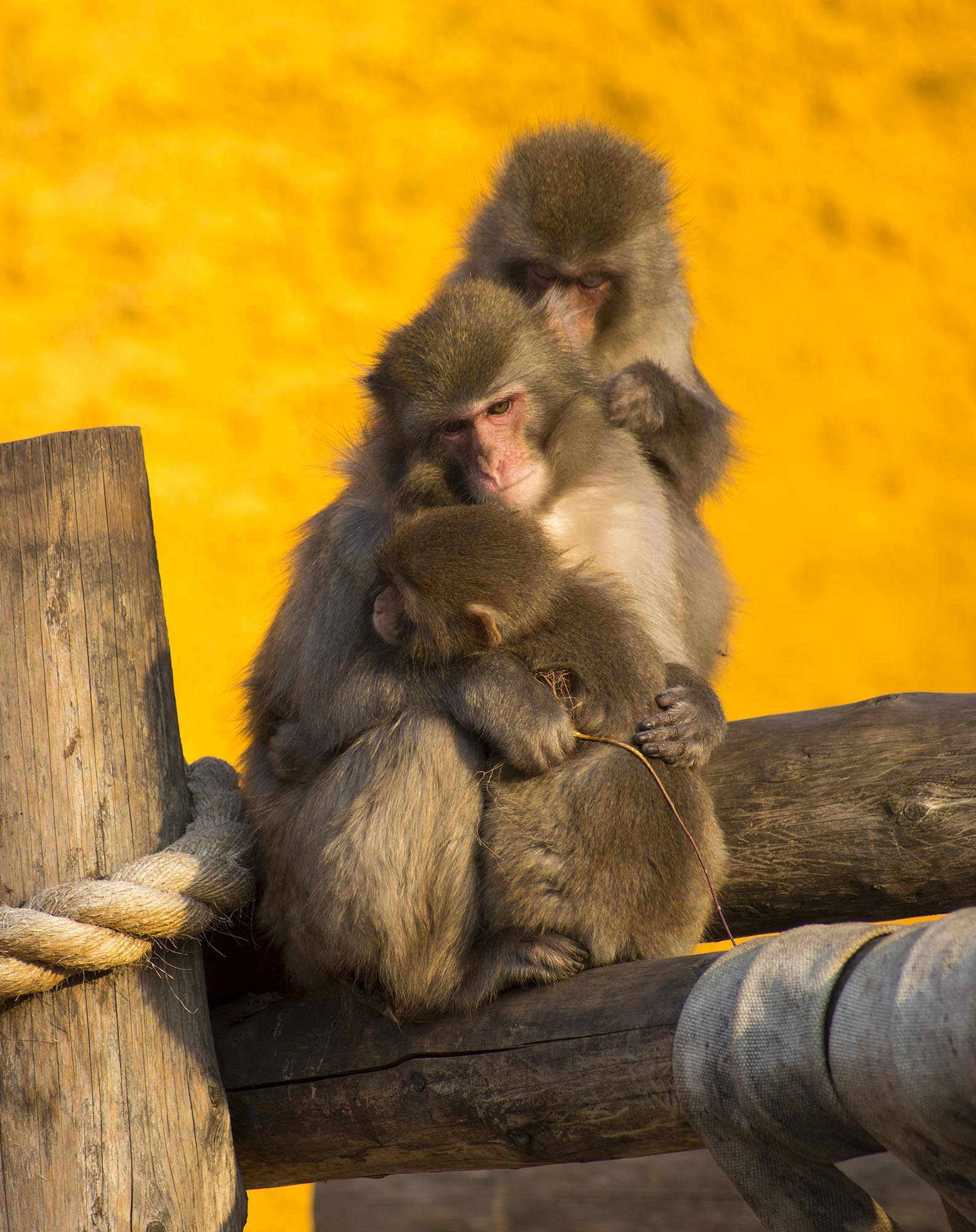
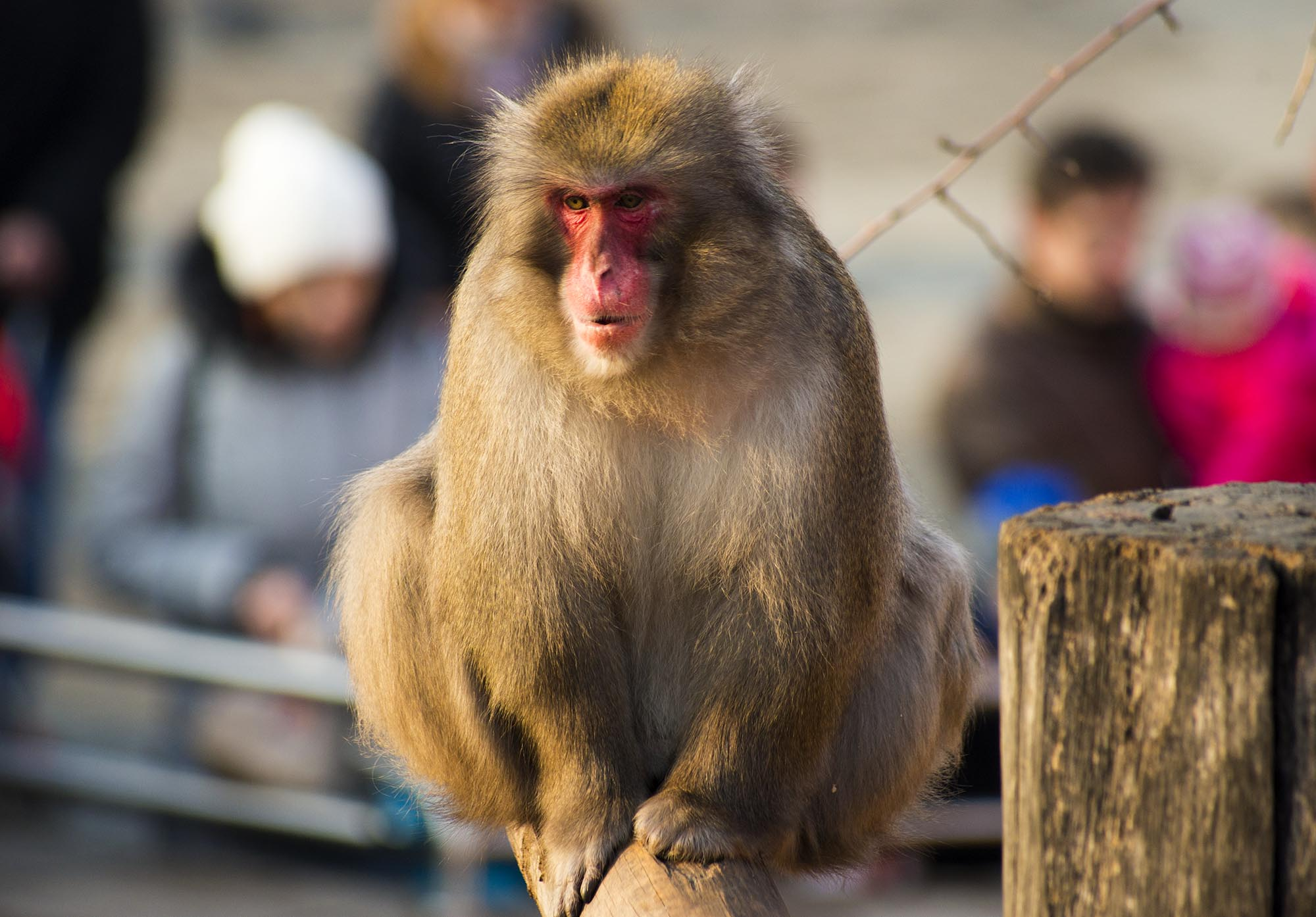
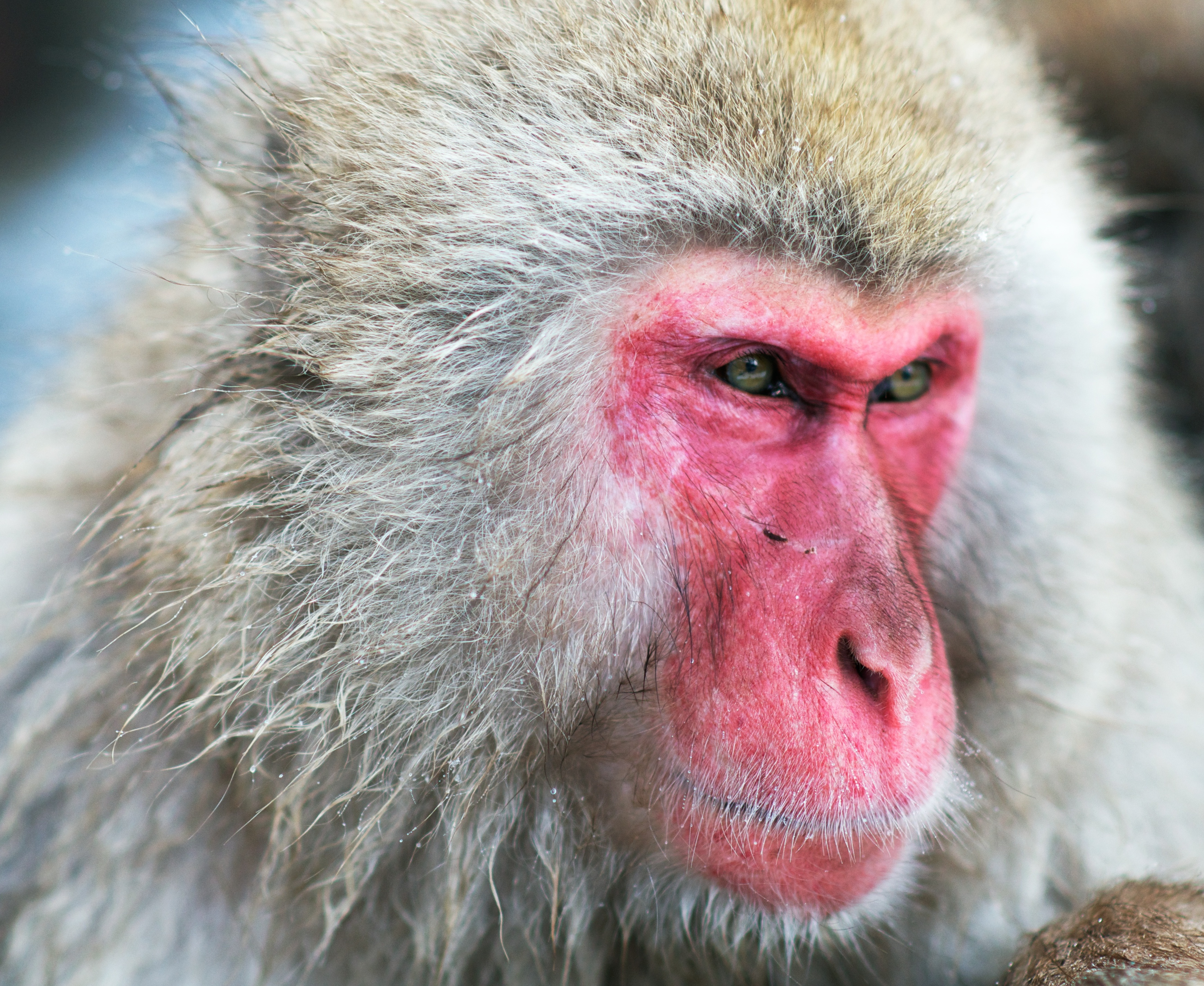
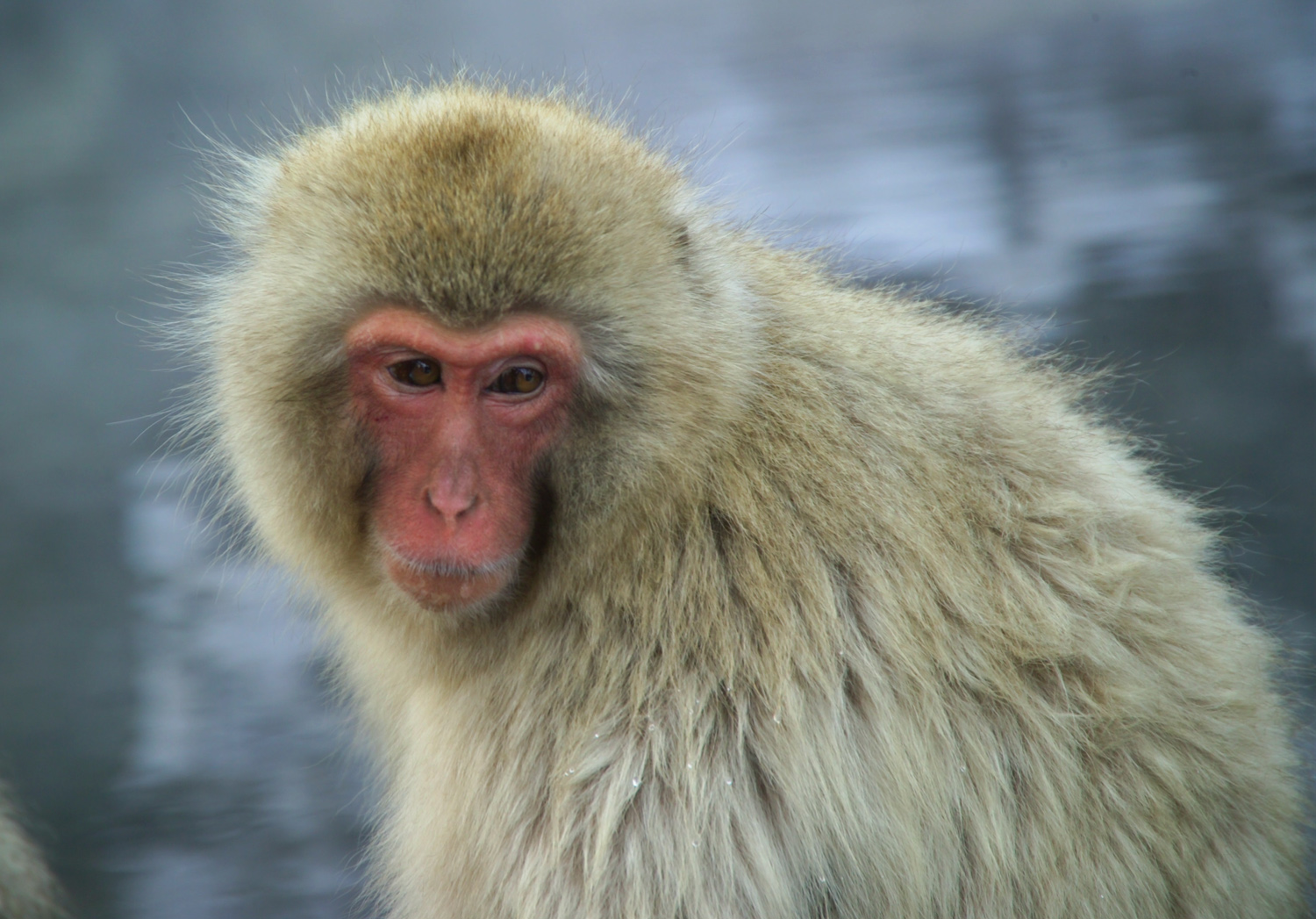
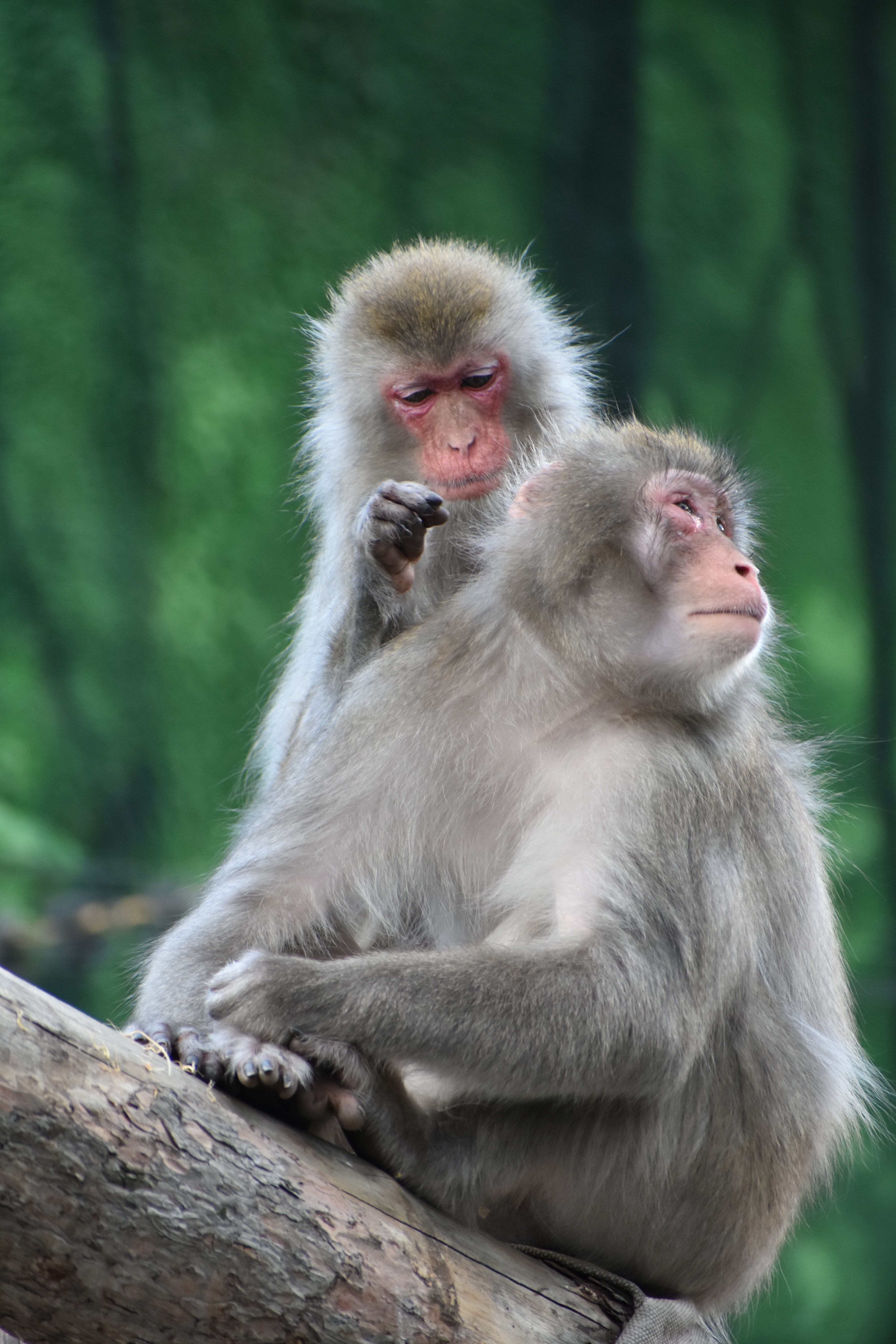
Груминг японских макак в Московском зоопарке